# Samuel Heinicke
Samuel Heinicke est un pédagogue allemand, né le 10 avril 1727 à Nautschütz, en duché de Saxe-Weissenfels, et mort le 30 avril 1790 à Leipzig.
Il est à l'origine de l'éducation des sourds dans le Saint-Empire, et non atteint de surdité lui-même, prône « l'oralisme ».